# Roche
Pour les articles homonymes, voir Roche (homonymie).

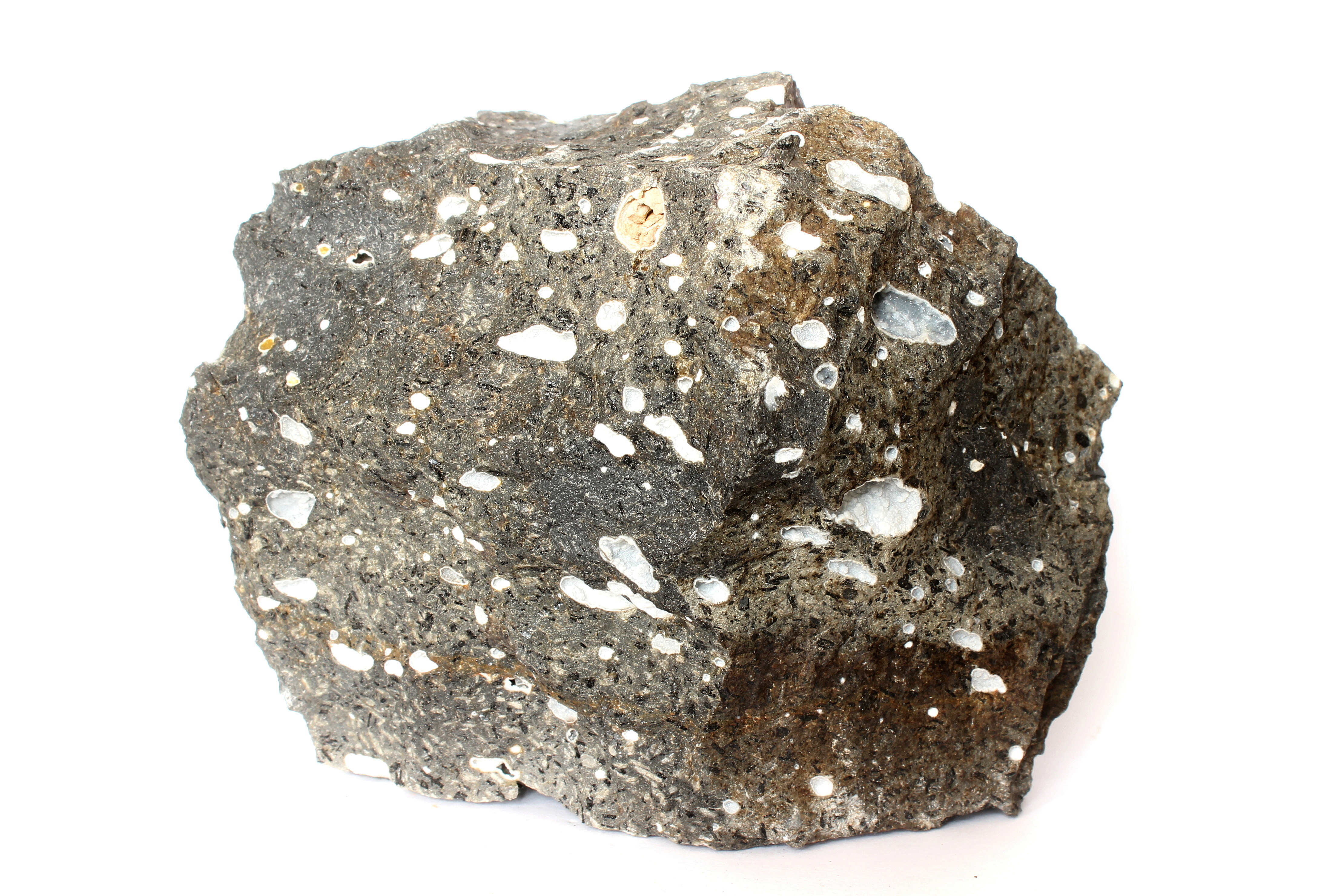
Un morceau de basalte.

Une roche (du latin vulgaire rocca) est un matériau naturel presque toujours solide et constitué, essentiellement ou en totalité, d'un assemblage de minéraux. Les roches comportent parfois des fossiles (dans les roches sédimentaires), du verre résultant du refroidissement rapide d'un liquide (tachylites et obsidiennes produites par le volcanisme, et pseudotachylites produites par frottement) ou des agrégats d'autres roches. Les roches peuvent être formées d'une seule espèce minérale (roches monominérales) ou de plusieurs (roches polyminérales) ; par exemple :
- la calcite est un minéral caractéristique des calcaires et des marbres purs ;
- le quartz est l'un des principaux minéraux des quartzites, des gneiss et des granites.

L'ensemble présente une certaine homogénéité statistique. La classification des roches est complexe, car elle est basée sur un grand nombre de critères.
La roche présente une grande diversité d'aspects décrits comme suit :
- souvent dure et cohérente : elle est dénommée pierre (marbre, granite), caillou, galet… ;
- friable ou inconsistante à l'image de la craie et du talc pressés sous les doigts ;
- plastique comme l'argile humidifiée ;
- meuble à l'exemple du sable qui coule dans le sablier ;
- à la limite liquide — huile — ou gazeuse ;
- ou perméable comme le calcaire ;
- ou imperméable comme l'argile.

La science de la description et de l'analyse des roches se nomme la pétrographie (du grec πέτρα / pétra, « pierre », et graphê, « description »). La pétrologie (du grec pétra et λόγος / lógos, « étude ») quant à elle, étudie les mécanismes de formation et de transformation des roches. La discipline scientifique associée à l'étude des mouvements et déformations des roches s'appelle la mécanique des roches.
Un bloc de roche constitue un rocher.

## Classification

### Par origine

Formation des roches
1 — Érosion, transport, diagenèse
2 — Fusion
3 — Pression température
4 — Refroidissement

Les roches sont classées selon leur composition, leur origine ou la modalité de leur formation ; d'abord en quatre grandes catégories :
- les roches magmatiques (ou ignées), formées par la solidification de magmas ou de laves :
  - les roches volcaniques (ou extrusives, ou effusives), refroidies brutalement en surface après une éruption volcanique, hémicristallines,
  - les roches plutoniques (ou intrusives) qui se sont refroidies en profondeur, lentement et sans dégazage dans la chambre magmatique, dites holocristallines,
  - les roches filoniennes (ou hypoabyssales ou hypabyssales), intermédiaires entre les roches extrusives et intrusives, et ayant subi un dégazage partiel ;
- les roches métamorphiques (ou cristallophylliennes) formées par la recristallisation (et généralement la déformation) de roches sédimentaires ou magmatiques. Cela se produit sous l'action de la température et de la pression qui croissent avec la profondeur dans la croûte terrestre ou au contact d'autres roches et la lave ;
- les roches sédimentaires, formées à la surface de la Terre ou dans les mers par l'accumulation en couches de matériaux sous l'action d'agents exogènes, comme le vent, l'eau ou les squelettes externes de petits organismes aquatiques ;
- les roches biogéniques, formées par biolithogenèse (par des organismes ou grâce à eux). C'est notamment le cas des roches stromatolithiques, des roches issues de la tourbe ou de l'accumulation de matière organique, et des tufs et travertins formés sur certains bryophytes aquatiques ou semi-aquatiques.

### Selon leurs propriétés

#### Dureté
On peut également classer les roches en trois types, selon leurs propriétés :
- les roches meubles comme le sable ou l'argile ;
- les roches friables comme la craie ;
- les roches cohérentes telles que le granite.

Les roches présentent une dureté qui varie énormément. Le talc et le gypse présentent un indice très faible et s'érodent très facilement. Le corindon et le diamant, quant à eux font partie des roches les plus dures.

#### Texture
L'homogénéité des roches varie en fonction des minéraux. On en distingue quatre types de textures :
- grenue (granite) ;
- porphyrique ;
- microgrenue (batholite) ;
- vitreuse (basalte).

#### Dilatation
Les roches peuvent plus ou moins se dilater.

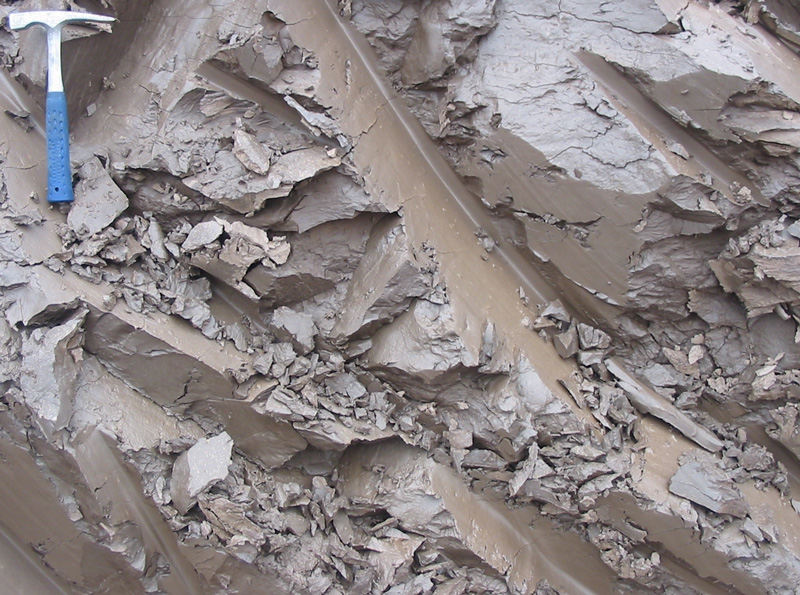
Argile (Estonie)
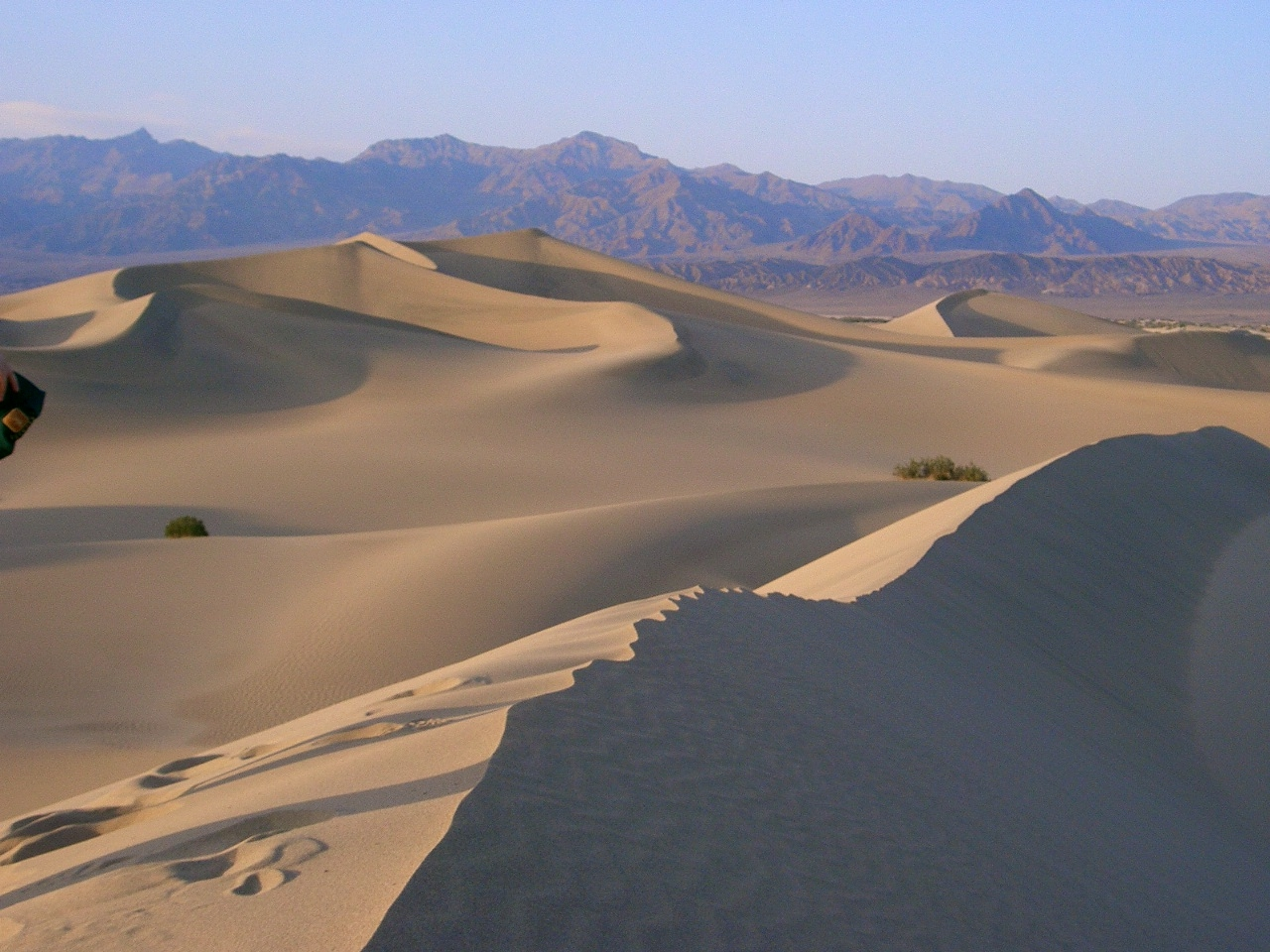
Sable (Vallée de la Mort)
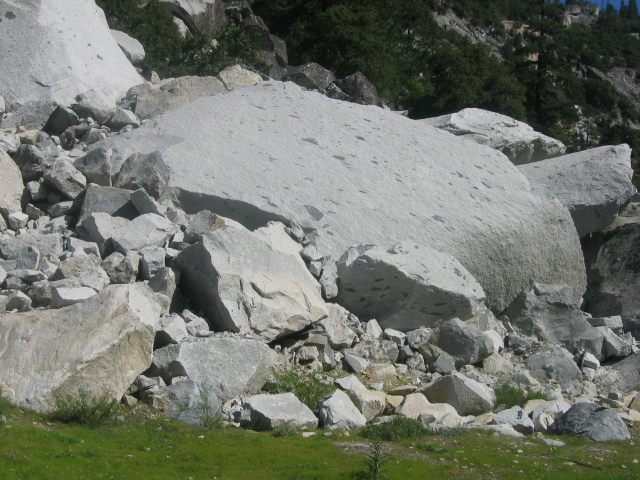
Éboulis de granite (Yosemite)
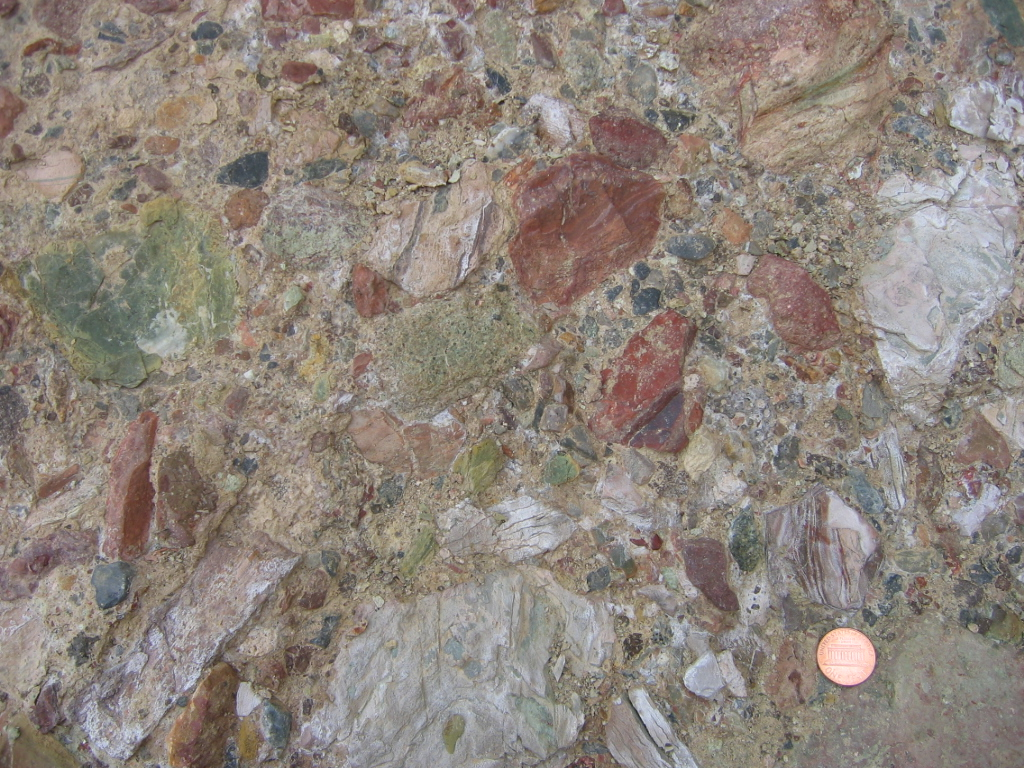
Conglomérat

#### Perméabilité
Certaines roches sont perméables, c'est-à-dire qu'elles laissent passer l'eau à grande échelle (perméables en petit, sur un petit échantillon) ou à petite échelle (perméable en grand, par des fissures ou diaclases, par exemple dans les terrains karstiques) ; d'autres sont imperméables, telles que l'argile. Les roches poreuses, comme le grès, permettent à l'eau de s'infiltrer. Les roches poreuses peuvent être des roches-réservoirs (gaz naturel, pétrole, eau). Aussi, d'autres roches et minéraux sont solubles, :
- moins de 0,05 gramme par litre de quartz ;
- 1 gramme par litre pour les carbonates ;
- 2,4 grammes par litre de gypse ;
- 2,5 grammes pour les sulfates ;
- 300 grammes par litre de sel gemme.

## Diagnose
Plusieurs critères géologiques conduisent à la diagnose pétrographique et la pétrologie de la roche :
- présence ou non d'une orientation, d'un litage (caractéristique d'une roche sédimentaire ou métamorphique)
- présence ou non d'une texture (caractéristique d'une roche sédimentaire, magmatique ou métamorphique) accompagnée ou remplacée par une matrice (caractéristique d'une roche sédimentaire ou magmatique)
- présence ou non de grains :
  - grosseur des grains (granulométrie)
  - forme des grains
- présence ou non de porosité
  - présence de bulles sphériques (issues du dégazage du magma à son arrivée à la surface, caractéristique d'une roche magmatique volcanique)
  - présence de porosité intergranulaire (roche sédimentaire)
- présence de fossiles (roche sédimentaire ou faiblement métamorphisée)

Associés à une analyse minéralogique, ces critères permettent de déterminer le nom d'une roche.

## Utilisation
Les roches servent dans de nombreuses utilisations, notamment :
- la laine de roche, excellent isolant thermique et acoustique, à base de roche volcanique ;
- les pierres à bâtir (pierres de taille et moellons) ;
- les granulats ;
- les sculptures et ornements ;
- l'extraction de minerais ;
- le sel gemme ;
- le ballast (chemin de fer).